# SOSTDC1
SOSTDC1‏ (Sclerostin domain containing 1) هوَ بروتين يُشَفر بواسطة جين SOSTDC1 في الإنسان.